# Per Sundberg
För andra betydelser, se Per Sundberg (olika betydelser).
Per Mikael Sundberg, född 11 oktober 1889 i Stockholm, död 16 november 1947 i Viggbyholm, var en svensk pedagog, rektor och skolreformator. Han var far till Per Gunnar Sundberg.

## Karriär
Sundberg tog folkskollärarexamen 1911 och arbetade som lärare i Stockholms skolor till 1927 då han grundade Olofskolan i Stockholm med bland andra Carl Malmsten. Han blev också dess förste rektor. Sundberg startade 1928 internatskolan Viggbyholmsskolan i Täby som han sedan förestod till sin död. Den lades ned 1972. 1936 grundade han den svenska sektionen av International Friendship League. Han var dess ordförande under många år. Han var också under många år ordförande i Svenska skolornas fredsförening.
Under andra världskriget var Sundberg aktiv i flyktingmottagande och även i återuppbyggnaden i den krigförande länderna efter kriget. Han var med att starta Internationella arbetslag 1943.

## Pedagogisk grundsyn
Per Sundberg var präglad av en socialt engagerad kristendom. Natanael Beskows påverkan anses mycket tydlig. Mot slutet av sitt liv engagerade Sundberg sig i kväkarnas samfund. Många av Per Sundbergs idéer och tankar äger stor aktualitet idag. Kopplingen hand och tanke talar man fortfarande om. Härvidlag var Sundberg en banbrytare.